# جواد غریب
جواد غریب (عربی: جواد غريب؛ زادهٔ ۲۲ مهٔ ۱۹۷۲) دونده ماراتن، دونده دو استقامت اهل مراکش است.